# 동돌궐

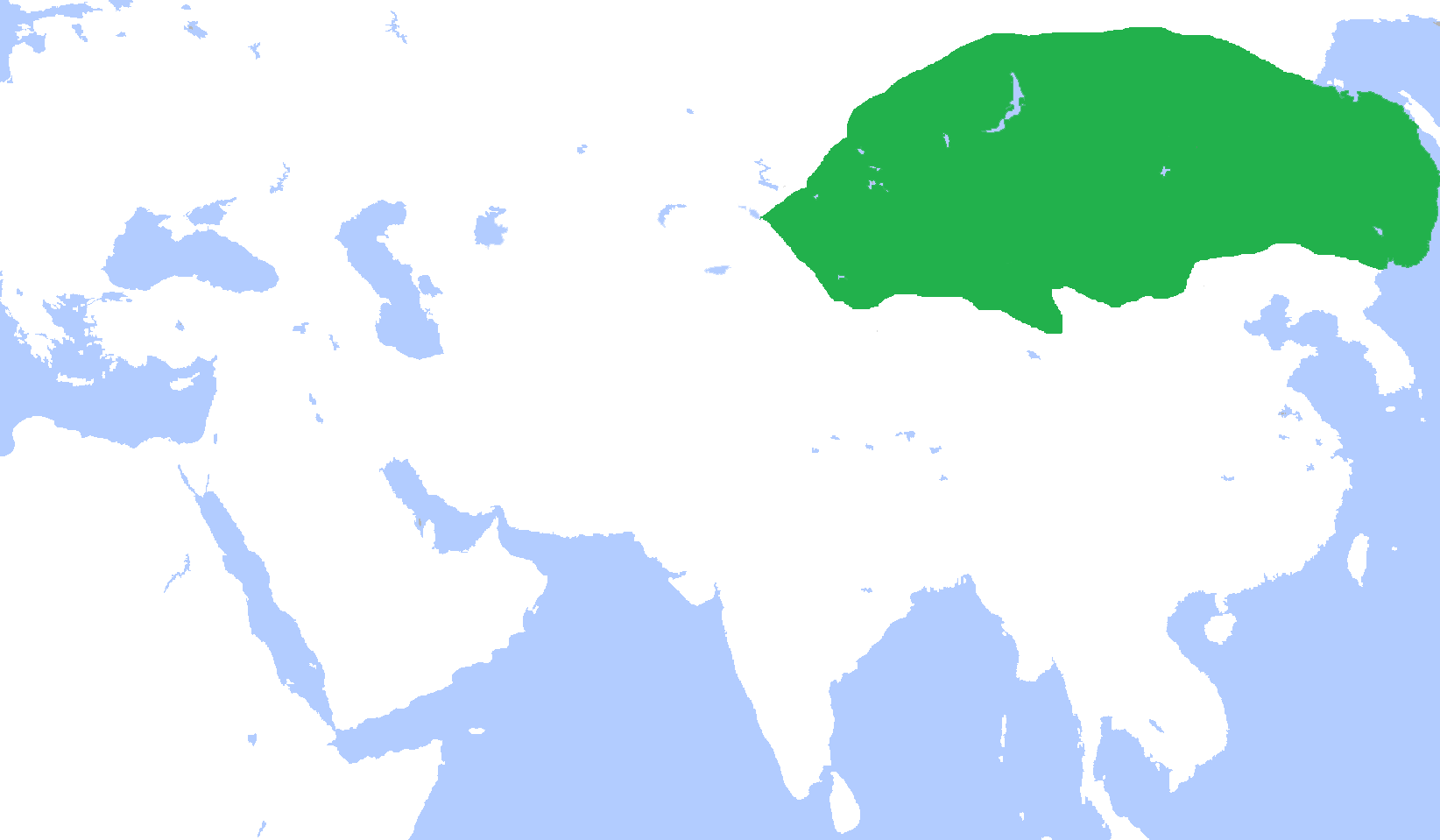
동돌궐과 돌궐 제2제국에 최전성기의 강역.

동돌궐(東突厥) (583년~630년) 은 583년에 수나라의 이간책으로 분리된 돌궐의 한 세력이다.

## 개요
동돌궐은 분열되기 전의 돌궐을 기원으로 두고 있다. 돌궐은 중아아시아에서부터 몽골 영토에 있던 유연을 정복하고 동쪽 만주 지역까지 세력을 넓혔다. 강력한 세력으로 위세를 사방에 떨치고 선비족이 세운 북주(北周)와 북제(北齊)를 속국으로 삼고 지배했으나, 수(隋)나라의 이간책으로 돌궐 일부 세력이 반란을 일으켜 동돌궐을 건국하였고, 돌궐제국은 서돌궐제국(583~659)과 동돌궐제국으로 분열되었다. 이후 동돌궐제국은 설연타(薛延陀)의 반란으로 멸망하였으나 다시 돌궐 제2제국(682~744)이 건국되었다. 동돌궐은 위구르 카간국에 의해 멸망하였다.

## 역사
동돌궐은 튀르크 민족 국가이다. 동돌궐은 선비족이 건국한 북제와 북주를 속국으로 삼고 지배하였으나 583년 수나라의 이간책에 의해 돌궐제국의 동쪽 영토에서 동돌궐제국이 건국되었다. 630년, 동돌궐은 선비족의 당나라와 전쟁을 하기 시작하였고 강력한 국력으로 고구려를 지원하였다. 동돌궐제국에 복속되어 있던 설연타는 돌궐에게서 독립하려 했고 이에 의해 동돌궐이 멸망하게 된다. 하지만 동돌궐은 다시 세력을 모으고 돌궐족들을 통합하여 다시 돌궐 제2 카간국(Second Turk Khaganate, 682~744)을 건국했다. 그러나 744년 위구르 카간국에게 멸망한다. 한편, 위구르는 키르기스인에게 멸망된다. 그후의 동돌궐제국의 돌궐인들은 중앙아시아에서부터 페르시아를 지나 아나톨리아에까지 셀주크 투르크제국과 오스만 투르크 제국을 건설하고 현재 중앙아시아의 국가들과 터키 공화국으로 이어진다.

## 고구려와의 관계
동돌궐은 고구려의 동맹이였다. 이때 동돌궐은 한국사에 큰 영향을 미쳤다.

### 발해(고구려의 계승국가)와의 관계
돌궐족이 당나라에 대한 봉기를 일으키고 독립하였을 그 때 고구려 유민들이 돌궐족을 돕고난 뒤 698년 대조영은 동모산에 진국을 세우고 돌궐과 우호 관계를 지냈다.

## 역대 카간
- 1대 야미 카간
- 2대 시비 카간
- 3대 출라 카간
- 4대 일릭 카간
- 5대 킬리비 카간
- 6대 체비 카간

## 같이 보기
- 서돌궐
- 유연
- 당나라
- 돌궐
- 수나라
- 흉노
- 돌기시
- 위구르 카간국
- 몽골
- 터키
- 하자르족
- 고대 불가리아
- 고구려
- 설연타
- 셀주크 제국
- 오스만 제국
- 튀르크 민족
- 아나톨리아